# Puerto Barrios
Puerto Barrios é uma cidade da Guatemala do departamento de Izabal, localizada no Golfo de Honduras. 
Puerto Barrios recebeu este nome em homenagem ao presidente Justo Rufino Barrios. Em 2003 a população estimada de Puerto Barrios era de 40.900 habitantes.